# USS Fogg (DE-57)
USS Fogg (DE-57/DER-57) là một tàu hộ tống khu trục lớp Buckley được Hải quân Hoa Kỳ chế tạo trong Chiến tranh Thế giới thứ hai. Tên nó được đặt theo Trung úy Hải quân Carleton Thayer Fogg (1917-1942), phi công từng phục vụ cùng Liên đội Tuần tiễu VS-6 trên tàu sân bay Enterprise (CV-6), đã tử trận trong hoạt động không kích Kwajalein vào ngày 1 tháng 2, 1942, và được truy tặng Huân chương Không lực. Nó đã phục vụ cho đến khi chiến tranh kết thúc; và đã từng bị hư hại do trúng ngư lôi, nhưng được kéo về cảng và sửa chữa, rồi tiếp tục phục vụ trong vai trò huấn luyện và cải biến thành tàu cột mốc radar. Fogg được cho xuất biên chế năm 1947 và bị tháo dỡ năm 1966.

## Thiết kế và chế tạo
Những chiếc thuộc lớp tàu hộ tống khu trục Buckley có chiều dài chung 306 ft (93 m), mạn tàu rộng 37 ft 1 in (11,30 m) và độ sâu mớn nước khi đầy tải là 11 ft 3 in (3,43 m). Chúng có trọng lượng choán nước tiêu chuẩn 1.400 tấn Anh (1.400 t); và lên đến 1.740 tấn Anh (1.770 t) khi đầy tải. Hệ thống động lực bao gồm hai turbine hơi nước General Electric công suất 13.500 mã lực (10.100 kW), dẫn động hai máy phát điện công suất 9.200 kilôwatt (12.300 hp) để vận hành hai trục chân vịt;  công suất 12.000 hp (8.900 kW) cho phép đạt được tốc độ tối đa 23 kn (26 mph; 43 km/h), và có dự trữ hành trình 6.000 nmi (6.900 mi; 11.000 km) khi di chuyển ở vận tốc đường trường 12 kn (14 mph; 22 km/h).
Vũ khí trang bị bao gồm ba pháo 3 in (76 mm)/50 cal trên tháp pháo nòng đơn có thể đối hạm hoặc phòng không, một khẩu đội 1,1 inch/75 caliber bốn nòng và tám pháo phòng không Oerlikon 20 mm. Vũ khí chống ngầm bao gồm một dàn súng cối chống tàu ngầm Hedgehog Mk. 10 (có 24 nòng và mang theo 144 quả đạn); hai đường ray Mk. 9 và tám máy phóng K3 Mk. 6 để thả mìn sâu. Khác biệt đáng kể so với lớp Evarts dẫn trước là chúng có thêm ba ống phóng ngư lôi Mark 15 21 inch (533 mm). Thủy thủ đoàn đầy đủ bao gồm 186 sĩ quan và thủy thủ.
Fogg được đặt lườn tại xưởng tàu của hãng Bethlehem-Hingham Shipyard, Inc., ở Hingham, Massachusetts vào ngày 4 tháng 12, 1942. Nó được hạ thủy vào ngày 20 tháng 3, 1943; được đỡ đầu bởi bà Adelbert W. Fogg, mẹ Trung úy Fogg, và nhập biên chế vào ngày 7 tháng 7, 1943 dưới quyền chỉ huy của Hạm trưởng, Thiếu tá Hải quân Charles F. Adams, Jr.

## Lịch sử hoạt động
Khởi hành từ New York vào ngày 13 tháng 10, 1943, Fogg thực hiện chuyến hộ tống vận tải đầu tiên khi tháp tùng các tàu chở dầu rỗng đi sang Aruba và Curaçao tại khu vực Tây Ấn, rồi vượt Đại Tây Dương với các tàu đầy dầu để đi đến Algiers; nó quay trở về ngang qua Curaçao và Trinidad để về đến New York vào ngày 4 tháng 12. Trong thời kỳ từ ngày 26 tháng 12, 1943 đến ngày 20 tháng 8, 1944 nó đã thực hiện sáu chuyến hộ tống vận tải khứ hồi từ New York đến Londonderry, Bắc Ireland, trong giai đoạn phe Đồng Minh đang tích lũy lực lượng nhằm chuẩn bị để tiến hành Chiến dịch Overlord.
Fogg lại lên đường từ New York vào ngày 12 tháng 9, 1944 để hộ tống một đoàn tàu vận tải vượt Đại Tây Dương và eo biển Manche đến Cherbourg, Pháp; sau đó nó ghé đến Portsmouth, Anh trước khi quay trở về New York vào ngày 9 tháng 10. Sau một đợt đại tu ngắn, rồi một lượt huấn luyện tại Charleston, South Carolina, nó lại lên đường vào ngày 6 tháng 11 cho một chuyến hộ tống vận tải vượt đại dương khác đi sang Anh.
Khởi hành cho hành trình quay trở về Hoa Kỳ, trên đường đi vào ngày 20 tháng 12, một tàu đổ bộ LST trong đoàn tàu vận tải bị trúng ngư lôi. Trong khi truy lùng tàu ngầm đối phương, bản thân nó cũng bị ngư lôi phóng từ tàu U-boat Đức U-870, do Thiếu tá Hải quân (Korvettenkapitän) Ernst Hechler chỉ huy. Chiếc tàu hộ tống khu trục bị hư hại nặng, và 14 người tử trận và hai người khác bị thương.
Trong suốt hai ngày thủy thủ đoàn đã nỗ lực để cứu con tàu, nhưng đến ngày 22 tháng 12 phần đuôi tàu bị rời ra nên thủy thủ đoàn của Fogg phải rời tàu ngoại trừ một nhóm kiểm soát hư hỏng. Họ giữ cho con tàu nổi được, và được kéo đến Azores vào ngày hôm sau. Những cố gắng ban đầu nhằm kéo con tàu quay trở về Hoa Kỳ bị thất bại, khi thời tiết xấu làm bung những vách ngăn tạm thời lắp vào thay thế cho đuôi tàu. Cuối cùng nó cũng được kéo về đến Boston để sửa chữa vào ngày 9 tháng 3.
Sau khi hoàn tất việc sửa chữa và huấn luyện ôn tập, Fogg khởi hành từ Norfolk để phục vụ như tàu mục tiêu phục vụ huấn luyện cho tàu tuần dương từ ngày 2 đến ngày 30 tháng 6, 1945, đồng thời hoạt động canh phòng máy bay cho tàu sân bay và huấn luyện trung tâm thông tin hành quân. Nó đi đến Xưởng hải quân Philadelphia vào ngày 1 tháng 7 để được cải biến thành một tàu cột mốc radar, hoàn tất vào ngày 2 tháng 10. Con tàu tiếp tục hoạt động dọc theo vùng bờ Đông và vùng biển Caribe, chủ yếu làm nhiệm vụ phát triển chiến thuật chống tàu ngầm và như tàu huấn luyện trung tâm thông tin hành quân. Nó đi đến Charleston, South Carolina vào ngày 26 tháng 7, 1947, nơi con tàu được cho xuất biên chế và đưa về thành phần dự bị vào ngày 27 tháng 10, 1947.
Vẫn đang trong thành phần dự bị, Fogg được xếp lại lớp như một tàu hộ tống khu trục cột mốc radar, mang ký hiệu lườn mới DER-57 từ ngày 18 tháng 3, 1949; tuy nhiên nó quay trở lại ký hiệu lườn cũ DE-57 vào ngày 28 tháng 10, 1954, nhưng không bao giờ phục vụ trở lại. Con tàu được rút tên khỏi danh sách Đăng bạ Hải quân vào ngày 1 tháng 4, 1965, và bị bán để tháo dỡ vào ngày 6 tháng 1, 1966.

## Phần thưởng[2]
|  |  |  |
|  |  |  |

| Dãi băng Hoạt động Tác chiến (truy tặng) |                                                    |                                      |
| Huân chương Chiến dịch Hoa Kỳ            | Huân chương Chiến dịch Châu Âu-Châu Phi-Trung Đông | Huân chương Chiến thắng Thế Chiến II |